# Stanisław Żółtek
Stanisław Józef Żółtek (nascido em 7 de maio de 1956) é um político polaco que é o atual líder do Congresso da Nova Direita. Ele foi um membro do Parlamento Europeu em representação da Pequena Polónia e Świętokrzyskie. Ele foi candidato a presidente da Polónia nas eleições presidenciais polacas de 2020.